# Upplands runinskrifter 1166
Upplands runinskrifter 1166 är ett försvunnet vikingatida runstensfragment i Prästgården vid Torstuna kyrka, Torstuna socken och Enköpings kommun. Fragmentet har varit försvunnet sedan länge och har tidigt slagits sönder. Ristningen var redan på 1600-talet så skadad att den inte var läsbar.